# Cadlina glabra
Cadlina glabra är en snäckart som beskrevs av Friele och Hansen 1876. Cadlina glabra ingår i släktet Cadlina och familjen Chromodorididae. Inga underarter finns listade i Catalogue of Life.